# Deutschherrnbrücke
Die Deutschherrnbrücke ist eine zweigleisige Eisenbahnbrücke mit begleitendem Fußgängersteg über den Main in Frankfurt am Main bei Flusskilometer 36,900. Die 1913 dem Verkehr übergebene Brücke entstand als Teil der Verbindung zwischen dem damals neuen Frankfurter Ostbahnhof an der Bahnstrecke Frankfurt Süd–Aschaffenburg und dem Südbahnhof.
Neben der Main-Neckar-Brücke sowie der Alten und der Neuen Niederräder Brücke ist die Deutschherrnbrücke eine von vier oberirdischen Mainquerungen des Eisenbahnverkehrs auf Frankfurter Stadtgebiet.

## Beschreibung, Geschichte

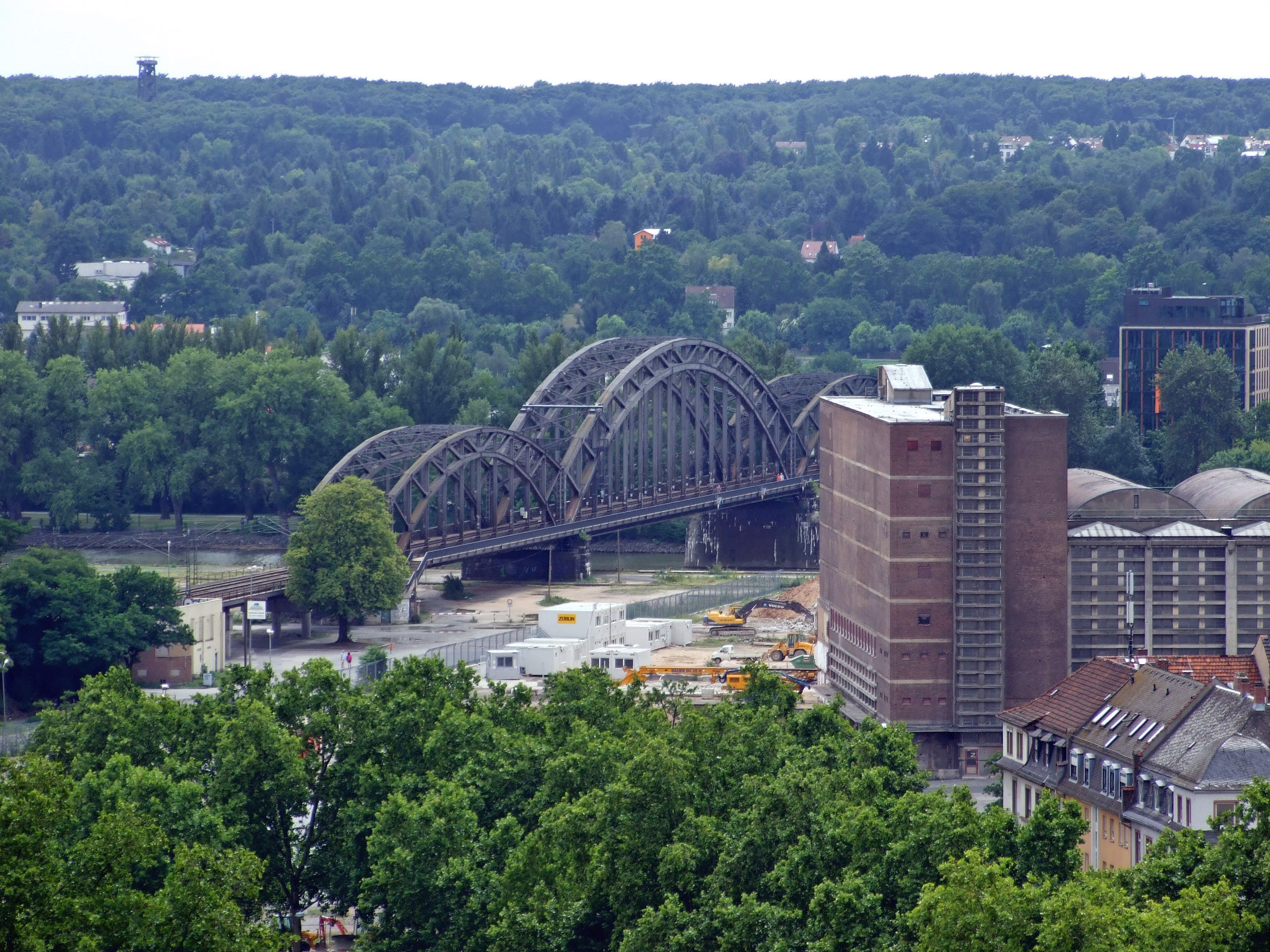
Deutschherrnbrücke, Ansicht von Norden. Rechts im Bild einer der Annexbauten der vormaligen Frankfurter Großmarkthalle, heute Teil des Sitzes der Europäischen Zentralbank

Die Deutschherrnbrücke ist eine Bogenbrücke aus Stahl. Die beiden äußeren Brückenbögen überspannen jeweils 74,60 Meter, der mittlere Bogen 124,80 Meter. Während der nördliche Pfeiler unmittelbar am Mainufer steht, ist der südliche ein Strompfeiler. Der nördliche Brückenkopf liegt im Frankfurter Ostend, der südliche im Stadtteil Sachsenhausen. Erbaut wurde die Brücke von 1911 bis 1913 vom MAN Werk Gustavsburg. Mit ihrer Inbetriebnahme am 1. April 1913 wurde der Personenverkehr auf der Städtischen Verbindungsbahn eingestellt.
Am 26. März 1945 wurde der südliche Brückenbogen durch ein Kommando der Wehrmacht gesprengt, um den von Süden heranrückenden Truppen der US-Armee den Vormarsch zu erschweren. Einen Tag später wurde Frankfurt dennoch ohne großen Widerstand eingenommen. Die zerstörte Brücke wurde Ende 1945 behelfsmäßig und von Juli 1947 bis zum 3. Juni 1949 dauerhaft wiederaufgebaut.

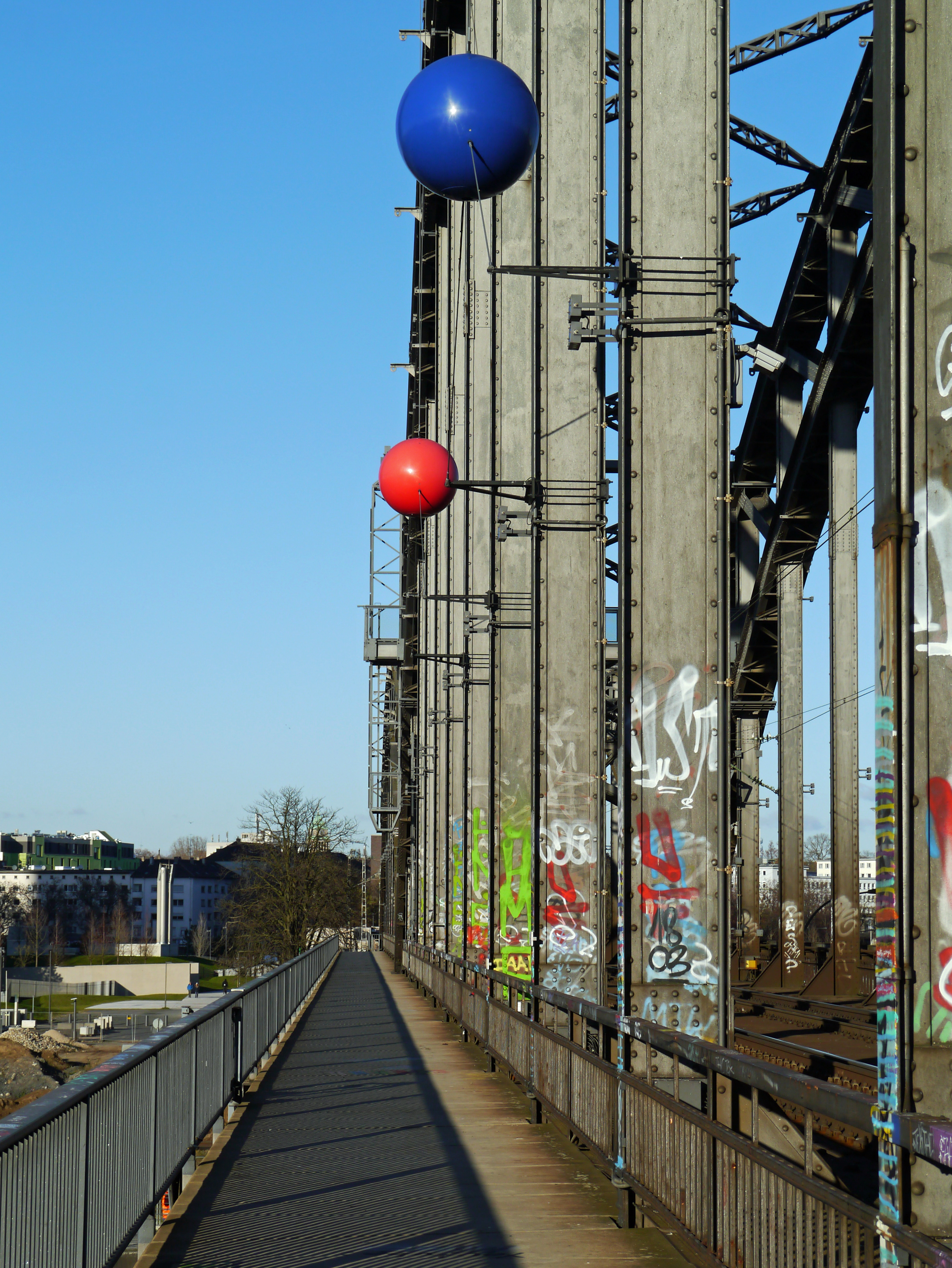
Klanginstallation Sonic Vista, Ansicht von Süden

Seit 2011 befindet sich die Klangkunst-Installation Sonic Vista von Sam Auinger und Bruce Odland auf der Deutschherrnbrücke. Zwischen die westlichen Streben des Mittelbogens sind eine rote und eine blaue Kugel gespannt, die Lautsprecher enthalten. Diese geben Umgebungsgeräusche und Brückenschwingungen wieder, die mittels versteckt unter der Brücke angebrachten Resonanzrohren verfremdet und mit Mikrofonen aufgenommen werden. Die permanente Installation gehört zu einer Reihe von Kunstwerken im Frankfurter Grüngürtel. Der Grüngürtel-Rundwanderweg führt über die Deutschherrnbrücke.
Wegen des schlechten baulichen Zustandes der Brücke plant die Deutsche Bahn, den Eisenbahnverkehr über eine neu zu errichtende Brücke neben der bestehenden zu führen. Nach diesen Plänen soll die Deutschherrnbrücke wegen ihres Status als Baudenkmal erhalten werden. Die Brücke soll für Radfahrer und Fußgänger erhalten bleiben. Um die bestehende Brücke grundlegend sanieren zu können, soll die neue Brücke, deren Baubeginn für voraussichtlich 2029 vorgesehen ist, den Verkehr aufnehmen.